# Угроза из глубины
«Угроза из глубины» (англ. 2-Headed Shark Attack) — фильм Триллер компании The Asylum, выпущенный в 2012 году. Премьера состоялась 8 сентября 2012 года на канале Syfy Universal.

## Сюжет
Двухголовая акула атаковала компанию друзей, занимающихся вейкбордингом, а также проходившую мимо лодку. Некоторым удалось спастись на находящемся поблизости безлюдном атолле. Членов команды, пытавшихся починить лодку, акула убивает одного за другим. Вскоре на атолле начинается наводнение, люди пытаются спастись на лодке, но акула топит её.
На атолле остаётся небольшой участок суши, на который перебираются оставшиеся в живых. Им удаётся засунуть лодочный бак с топливом в пасть одной из голов акулы и взорвать его. В попытке потопить найденную на острове лодку, вторая голова погибает после взрыва двигателя. За оставшимися в живых двумя героями с большой земли прилетает вертолёт.

## Критика
Критики встретили фильм прохладно. В частности, отмечалось, что сюжет слишком предсказуем и мало отличается от других многочисленных фильмов о нападении акул.